# Балакирев, Валерий Иванович
Вале́рий Ива́нович Бала́кирев (24 сентября 1922, Мичуринск Тамбовской области — 1 февраля 1989, Москва) — советский военный политработник, генерал-лейтенант.
С 1973 по 1987 год работал в Главном политическом управления Советской Армии и Военно-морского флота. Член КПСС с 1942 г.

## Биография
Родился в г. Мичуринске (Козлове) Тамбовской губернии 24 сентября 1922 года. Русский.
В 1930—1940 годах учился в школе. Избирался членом комитета комсомола, секретарём комсомольской организации школы. 
В апреле 1941 года был призван в ряды РККА. Службу начал красноармейцем танковой роты 43 отдельного разведывательного батальона 43 танковой дивизии Киевского особого военного округа в г. Бердичев, башенным стрелком-радистом танка Т-26.
С первых дней Великой Отечественной войны принимал участие в боях с немецко-фашистскими захватчиками. С августа красноармеец-разведчик разведроты 10 танковой бригады Юго-Западного фронта. С февраля 1942 года заместитель политрука разведроты. Был ранен. С июня 1942 года член ВКП/б/. В апреле 1942 г. награждён орденом «Красная звезда».
С июля 1942 г. курсант 2 Саратовского танкового училища. После окончания училища в апреле 1943 г. оставлен в нём комсоргом 4 батальона, с октября 1944 года помощник начальника политотдела училища по комсомольской работе.
1945—1949 г.г. учился на заочном отделении Военно-политической академии им. В. И. Ленина, окончил с отличием.
С 1948 г. инструктор комсомольского отдела, с 1950 г. помощник начальника политуправления Приволжского военного округа по комсомольской работе (г. Куйбышев). Делегат ХІ съезда ВЛКСМ (1954 г.)
В 1955—1957 годах — помощник начальника политуправления Ленинградского военного округа по комсомольской работе.
С марта 1957 г. начальник политотдела пулеметно-артиллерийской дивизии, с августа 1960 года начальник политотдела 45-й мотострелковой дивизии (г. Выборг).
В 1964 г. назначен начальником организационного отдела политуправления Уральского военного округа (г. Свердловск).
С апреля 1967 г. заместитель начальника политуправления Одесского военного округа. С мая 1970 г. член Военного совета, начальник политотдела 14 Армии (г. Кишинёв). Депутат Верховного совета Молдавской ССР.
В октябре 1973 г назначен заместителем начальника Управления организационно-партийной работы — начальником Инспекции, с 1975 — начальник Управления организационно-партийной работы Главного политического управления Советской Армии и Военно-Морского Флота.
По состоянию здоровья в марте 1981 года переведён на должность ответственного секретаря партийной комиссии при Главном политическом управлении СА и ВМФ, где и прослужил до конца декабря 1987 года.
Избирался делегатом XXIV, XXV, XXVI и XXVII съездов КПСС. Депутатом Московского городского Совета народных депутатов.

## Награды

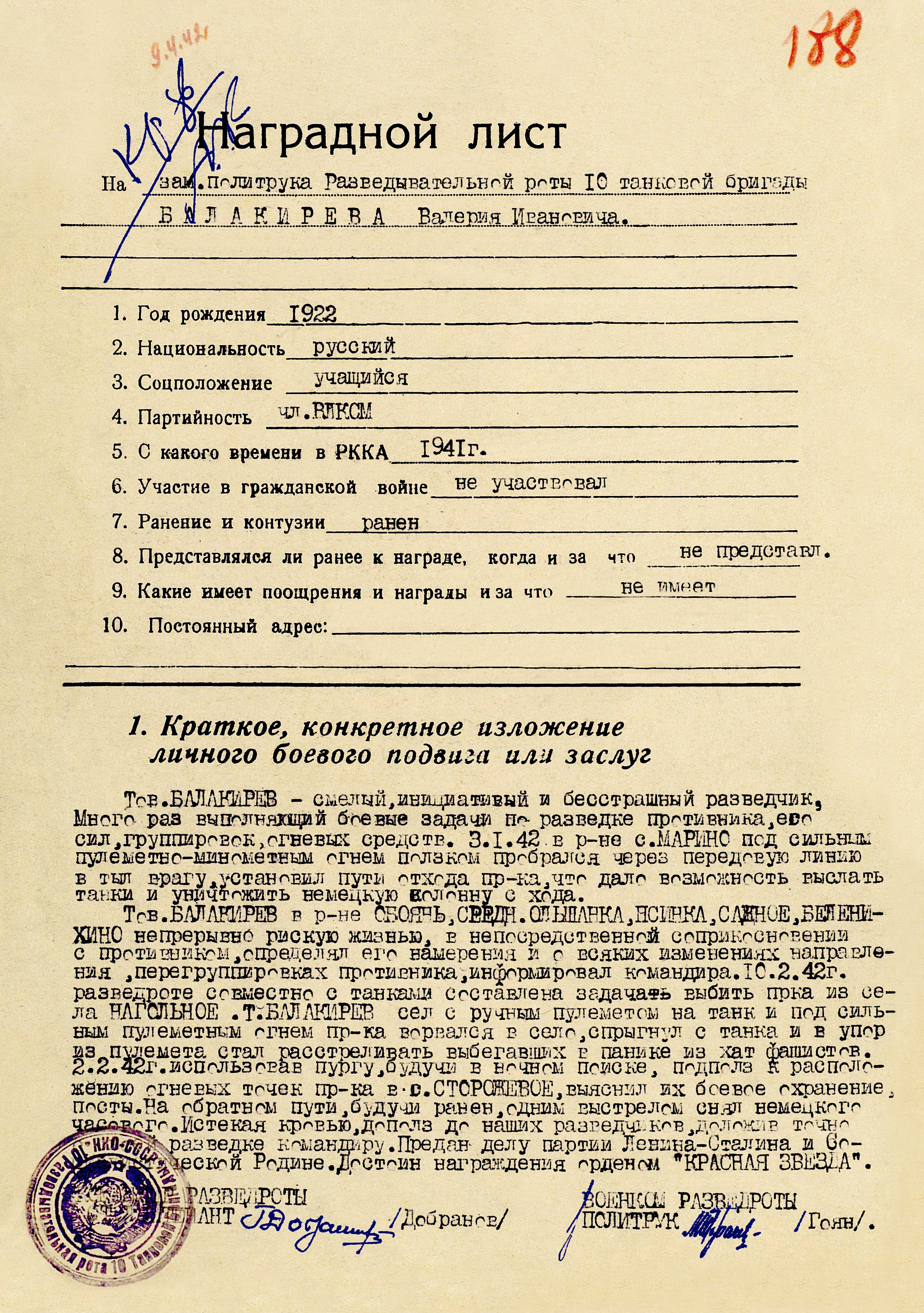

Награждён орденами Красного Знамени, Отечественной войны I степени, двумя орденами Трудового Красного Знамени, двумя орденами Красной Звезды, орденом «За службу Родине в Вооружённых Силах СССР» III степени и многими медалями. Удостоен ряда наград социалистических стран.